# 孙岗站
孙岗站是一个淮南线上的铁路车站，位于安徽省合肥市庐阳区林店街道金池社区，建于1958年，目前为四等站，邮政编码为230041。目前客运：办理旅客乘降；不办理行李、包裹托运；不办理货运营业。该站已经撤销，站房破败不堪。